# Alberto V d'Este

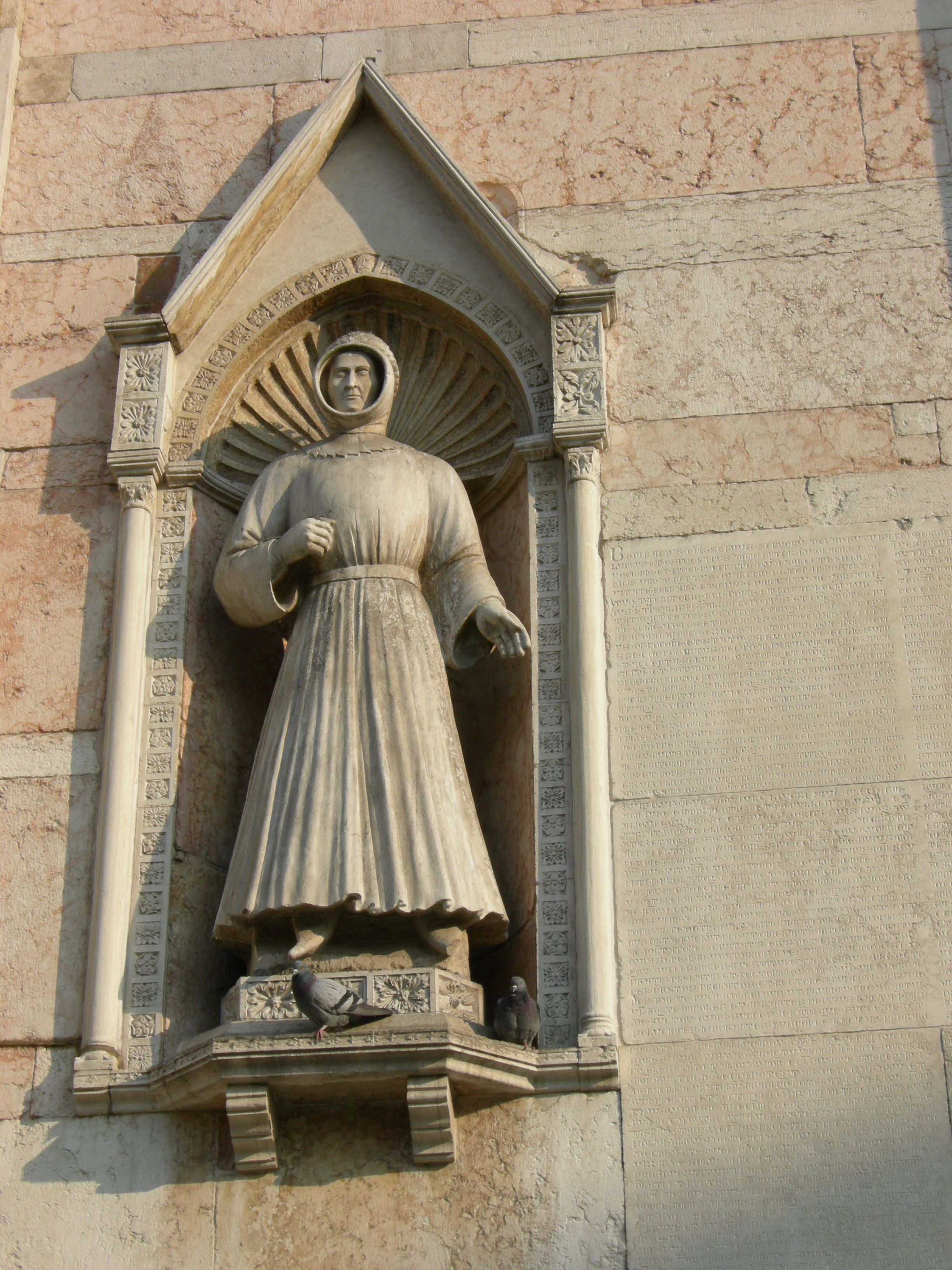
La statue d'Alberto V d'Este sur la façade de la cathédrale de Ferrare.

Alberto V d'Este (né le 27 février 1347 – décédé le 30 juillet 1393) est un homme politique italien, membre de la Maison d'Este, actif à Ferrare dans la seconde moitié du XIVe siècle. Fils d'Obizzo III, il reprend en 1388 l'héritage paternel, d'abord avec son frère Nicolas II, puis seul, en tant que seigneur de Ferrare et de Modène, de 1388 jusqu'à sa mort. Il abandonne la politique pro-guelfe de ses prédécesseurs pour se rapprocher des Visconti et, à travers eux, de Reggio. Il est le fondateur de l'université de Ferrare et fait édifier le palais Schifanoia.

## Biographie
Fils d'Obizzo III d'Este (1294-1352), seigneur de Ferrare de 1388 à 1393, Alberto succède à son frère Niccolas II di Obizzo à la mort de ce dernier, devenant le seul détenteur des titres pontificaux de « Dominus generalis civitatis Ferrarie et Mutine », c'est-à-dire seigneur de Ferrare et de Modène. 
Son règne court est marqué, à partir de 1389, par un remaniement du système d'alliances, qui voit Ferrare se rapprocher de Gian Galeazzo Visconti incarnant l'hégémonie milanaise sur une bonne partie de la plaine du Pô. Après un investissement important des armées ferraraises dans la guerre de Milan contre Florence, Alberto se retire de l'alliance et signe, en janvier 1392, un accord de paix avec les parties florentines et padouanes. 
En février 1391, Alberto fait le voyage de Rome, en habit de pénitent, mais escorté de nombreux chevaliers, pour obtenir du pape Boniface IX l'annulation des dettes contractées envers l'Église par la Maison D'Este. Il se voit également renouveler le vicariat apostolique sur ses domaines, ainsi que la légitimation de son fils bâtard Niccolò. Il plaide également auprès du pontife pour modifier le régime juridique des biens séculiers progressivement aliénés à l'Église. L'année suivante, une « bulle bonifacienne » autorise la vente, les contrats et les successions pour les terres obérées par des droits ecclésiastiques. En 1393 une seconde bulle autorise la création d'un studium, c'est-à-dire d'une université, à Ferrare, ayant les mêmes privilèges que celles de Paris ou de Bologne et qui attire les étudiants de toute l'Europe.  
Cette ambassade couronnée de succès vaudra à Alberto sa statue, en habit de pénitent, sur la façade de la cathédrale de Ferrare.
Il épouse successivement Giovanna de' Roberti, issue de la noblesse ferraraise, puis Isotta Albaresani, sa maîtresse, quelques mois avant sa mort.
Il meurt le 30 juillet 1393, ayant désigné pour successeur son fils naturel Niccolò (Nicolas III d'Este) qui, quoique mineur, a été investi du vicariat pontifical sur Ferrare et est entouré d'un conseil de régence fidèle à la maison d'Este.  
Alberto, sans être un grand mécène, a procédé à des travaux d'embellissement de la ville de Ferrare, en faisant construire les premières « delizie » (les résidences d'apparat et de loisir des Este), et notamment le palais Schifanoia. Il fait également remodeler la façade de la cathédrale du XIIe siècle en y encastrant une sculpture le représentant en pèlerin.

## Généalogie sommaire de la maison D'Este du temps d'Alberto V
- Obizzo II d'Este († 1293), Seigneur de Ferrare, de Modène et de Reggio.
Assassiné, probablement par son fils et successeur Azzo VIII.
  - Azzo VIII d'Este, dit Azzone († 1308).
    - Régence de Fresco, pour le compte de son fils Foulques, neveu d'Azzone.

1309 - Les D'Este sont chassés de Ferrare par les armées du Pape.

1317 - Retour de la famille D'Este à Ferrare.

- - Aldobrandino II d'Este († 1326). Frère d'Azzone.
Seigneur de Ferrare de 1317 à 1326.
Se retire à Bologne et organise la réconciliation de ses fils et de leurs cousins.
    - Rinaldo II d'Este († 1335). Coseigneur de Ferrare de 1326 à sa mort.
    - Obizzo III d'Este († 1352). Coseigneur de Ferrare de 1326 à 1343. Seul à gouverner de 1344 à sa mort.
      - Aldobrandino III D'Este († 1361)
        - Verde d'Este
        - Obizzo IV d'Este

      - Rinaldo d'Este
      - Azzone d'Este
      - Nicolas II d'Este
        - Rinaldo
        - Taddea

      - Alda d'Este
      - Béatrice d'Este
      - Alisia d'Este
      - Alberto V d'Este
        - Nicolas III d'Este

      - Ugo d'Este

    - Nicolas I d'Este († 1344). Coseigneur de Ferrare de 1326 à sa mort.
      - Rinaldo d'Este

  - Francesco d'Este († 1312). Frère d'Azzone.
    - Azzo IX d'Este († 1318). Coseigneur de Ferrare de 1326 à sa mort.
    - Bertoldo d'Este († 1343). Coseigneur de Ferrare de 1326 à sa mort.
      - Francesco II d'Este

Postérité politique d'Alberto V
- - Aldobrandino III d'Este (1335-1361).
Seigneur de Ferrare de 1352 à 1361.
  - Nicolas II d'Este (1338-1388), dit lo zoppo (le boiteux).
Seigneur de Ferrare de 1361 à 1388.
  - Alberto V d'Este (1347-1393)
    - Nicolas III (1383-1441)
      - Lionel (illégitime) (1441-1450)
      - Borso (illégitime) (1450-1471)
      - Hercule I (légitime) (1431-1505)
        - Alphonse I (1505-1534)
          - Hercule II (1534-1559)
            - Alphonse II (1553-1597). Sans héritier.
              - César (1562-1628). Cousin d'Alphonse II. Dernier duc de Ferrare.
En 1597, ses prétentions contestées sur le duché entraînent l'intervention du Pape et la perte de Ferrare.

Le 30 janvier 1598, la Famille D'Este quitte définitivement Ferrare et se replie sur Modène.

### liens internes
- Maison d'Este